# Dongcheng (köpinghuvudort i Kina, Hainan Sheng, lat 19,71, long 109,46)
Dongcheng är en köpinghuvudort i Kina. Den ligger i provinsen Hainan, i den södra delen av landet, omkring 100 kilometer väster om provinshuvudstaden Haikou. Antalet invånare är 49 252. Befolkningen består av 22 694 kvinnor och 26 558 män. Barn under 15 år utgör 24,0 %, vuxna 15-64 år 68 %, och äldre över 65 år 7,0 %.
Runt Dongcheng är det ganska tätbefolkat, med 248 invånare per kvadratkilometer. Närmaste större samhälle är Xinzhou, 15,1 km väster om Dongcheng. Omgivningarna runt Dongcheng är en mosaik av jordbruksmark och naturlig växtlighet.
Genomsnittlig årsnederbörd är 2 661 millimeter. Den regnigaste månaden är juli, med i genomsnitt 450 mm nederbörd, och den torraste är januari, med 24 mm nederbörd.